# 青山学院女子短期大学
青山学院女子短期大学（あおやまがくいんじょしたんきだいがく、英語: Aoyama Gakuin Women's Junior College）は、東京都渋谷区渋谷に本部を置いていた日本の私立短期大学である。大学の略称は青短。2019年度から全学科で募集停止し、2022年3月に全学生が卒業した。同年10月に文部科学省から廃止認可を受けて正式に閉学した。

## 概観

### 大学全体
1874年、米国メソジスト監督教会女性海外伝道協会から派遣された女性宣教師ドーラ・E・スクーンメーカーにより創始された「女子小学校」に起源を求めることが出来る。女子教育の開拓的学校である。メソジスト派のミッションスクールで、キリスト教に基づく教育に特色がある。2011年度までは学科体制が5学科と1学科2専攻であったが、2012年度より1学科3専攻と1学科に縮小。キャンパスは青山キャンパス内、青山学院大学の隣に位置していた。南青山に隣接し、表参道駅から徒歩7分の距離にあった。閉学時の学長と副学長はそれぞれ河見誠と趙慶姫。2018年度をもって学生（専攻科を除く）の募集を停止した。

### 建学の精神（校訓・理念・学是）
教育理念は「青山学院のキリスト教の信仰にもとづき、「女子小学校」から「青山女学院」を経て現在に至る本学院の女子教育の伝統を継承し、女子の高等教育に専念する」となっていた。

#### 教育方針
- 青山学院の教育方針として次のように掲げられていた。

青山学院の教育はキリスト教信仰に基づく教育をめざし、神の前に真実に生き、真理を謙虚に追究し、愛と奉仕の精神をもって、すべての人と社会とに対する責任を、進んで果たす人間の形成を目的とする。
- 礼拝について

青山女子短期大学では毎週月・水・金曜日に礼拝が行われていた。説教はキリスト教師を始め外部から招いていた。

### 教育および研究
キリスト教の信仰に基づいた教育が行われていることから、「キリスト教学」といった宗教系科目があった。青山学院女子短期大学の共通コア科目として、課題を発見する力を育む「ライフ・キャリア・デザイン科目」があった。女性のライフコースとキャリアの観点から、将来を見据えて今何をすべきか、明確にする授業であった。

### 学風および特色
短期大学2年間ないし3年間の短期集中で教養と資格を身につけることができ、様々な進路が用意されていた。キリスト教系の大学であることから「クリスマス礼拝」、「イースター礼拝」など宗教的行事が盛んに行われていた。毎週の授業や礼拝のほかに、学生中心に行われるボランティアがあった。入試のレベルは全国の短大の中でも最上位に位置した。2014年度から青山学院大学共通科目の青山スタンダード科目の一部を、短大の学生も受講できる単位互換制度が始まっていた。

### 学生募集停止
2017年7月、2018年度をもって学生の募集を停止することを決定、発表した。発表時、青山学院女子短期大学の偏差値は短期大学の中でもトップクラスであり、1950年の短期大学開学以来定員割れは一度も起こらなかった。しかし、18歳人口の減少や女子の4年制大学志向の顕著化により、短期大学のあり方について見直しが行われた。短期大学は就職のための実学を担うところが多いが、今日では4年制大学でも実学が重視される傾向が強くなり、10年後、20年後を見据えたときに短期大学としてではなく大学の一学部として発展させるのが好ましいとの方針が取られた。閉学後、青山学院女子短期大学での教育内容は、2019年に青山学院大学に開設されたコミュニティ人間科学部で引き継がれた。

## 沿革

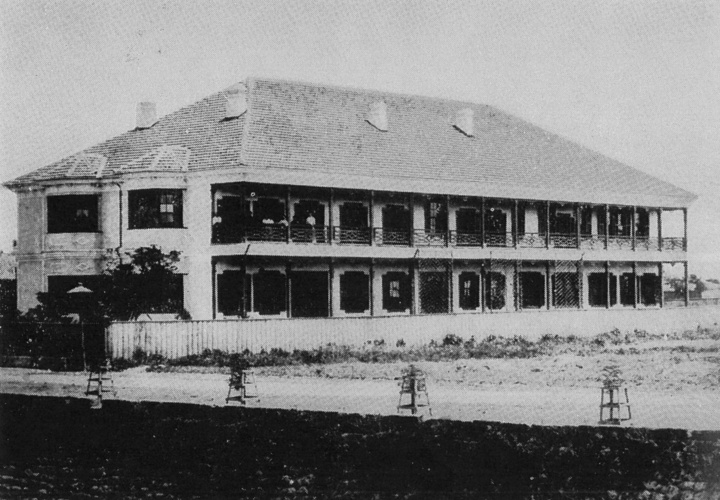
海岸女学校（1881年）

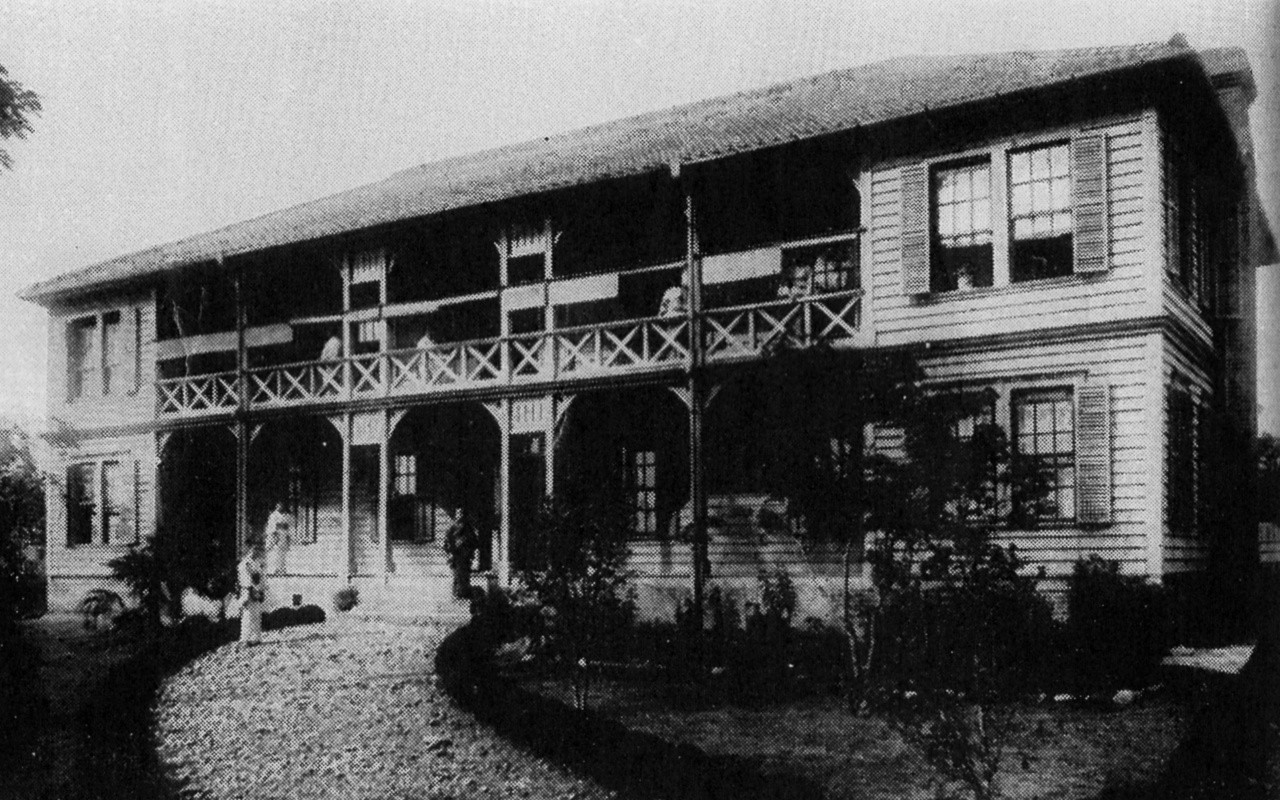
東京英和女学校（1888年）

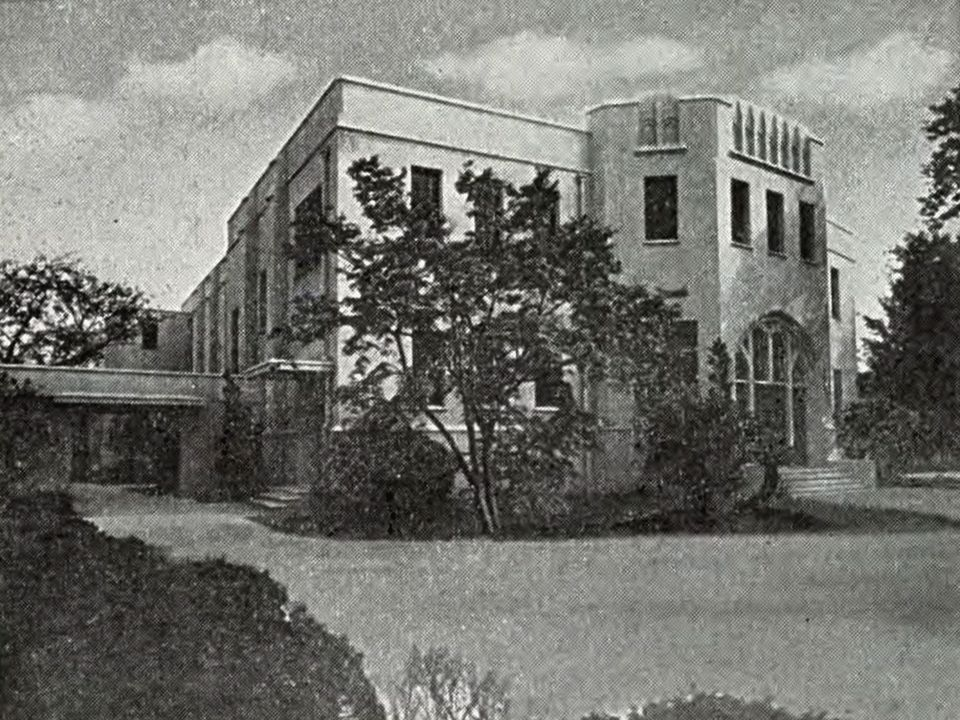
プラット記念講堂

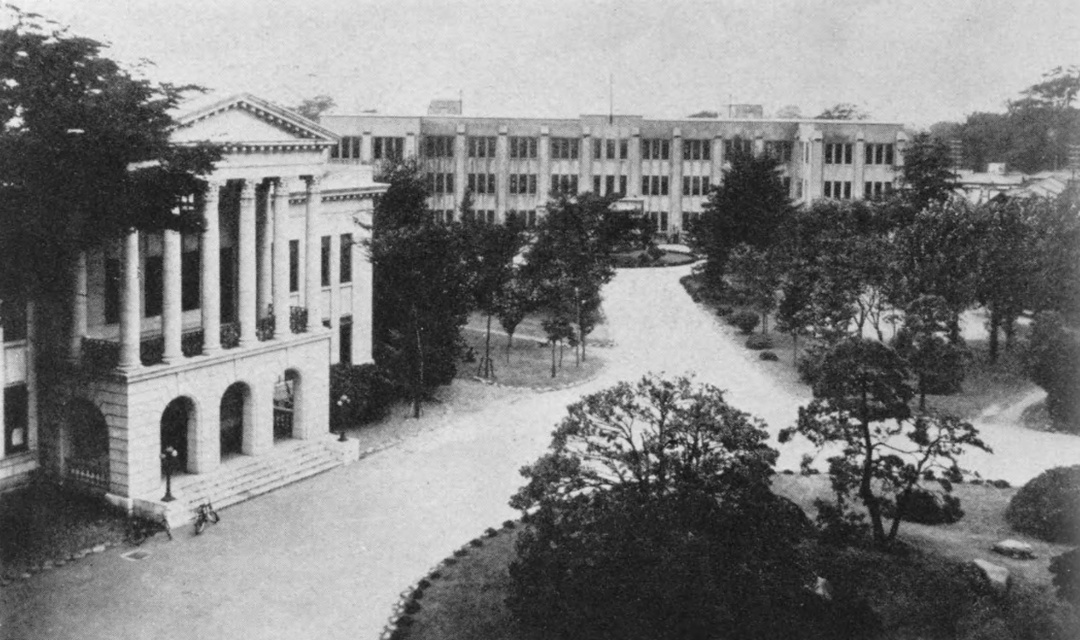
青山キャンパス構内（1955年）

- 1874年 - 麻布新堀町で女子小学校が開校する。
- 1875年 - 救世学校に改組される。
- 1877年 - 築地に移転し、海岸女学校に改組される。
- 1888年 - 青山の東京英和学校の敷地内で東京英和女学校が開校する[10]。
- 1891年 - 東京英和女学校職業部開設[11]。
- 1894年 - 海岸女学校が東京英和女学校に吸収される[12]。
- 1895年 - 青山女学院に改組される[12]。
- 1899年 - 職業部が分離し、青山女子手芸学校と称する[13]。
- 1902年 - 青山女学院の学科課程を改め、予備科3年、高等女学科5年、英文専門科（予科1年・本科3年）とする[12]。
- 1904年 - 高等女学科を高等普通科と改称する[14]。英文専門科が専門学校令により認可される[15]。
- 1914年 - 青山女子手芸学校を統合して青山女学院手芸部とする[16]。
- 1915年 - 高等普通科を高等女学部と改称する[17]。
- 1920年 - 英文専門科を閉鎖[18]。
- 1921年 - 高等女学部専攻科（家政科、実務科）を新設（翌年裁縫研究科を増設）[18]。
- 1921年 - 豊多摩郡渋谷町代官山の8,000坪の土地を購入[19]。
- 1922年 - 専攻科と手芸部が代官山の新校舎に移転[20]。
- 1923年 - 関東大震災で青山と代官山の校舎が大破[20]。
- 1925年 - 青山女学院と青山学院の合同に関する協定成立[21]。
- 1927年 - 青山女学院と青山学院が合同し、青山学院高等女学部が発足[22]。アルバータ・スプロールズが部長に就任[21]。
- 1928年 - 青山学院神学部女子部が設置される[23]。
- 1933年 - 女子専門部が設置される。
- 1943年 - 青山学院神学部女子部が日本女子神学校に統合されて廃止[23]。
- 1945年 - 5月25日の空襲で女子専門部校舎全焼[24]。
- 1946年 - 女子専門部を女子専門学校に改組。
- 1947年 - 女子専門学校を4年制女子大学とする方針決定（翌年断念）[25]。
- 1948年 - 高等女学部を女子高等部に改編[26]。
- 1950年 - 青山学院女子短期大学開学。
- 1951年 - 旧制女子専門学校廃止[27]。
- 1952年 - 女子高等部廃止[28]。
- 1958年 - 短大教授会が4年制の青山学院女子大学設置計画を立案するも実現せず[29]。
- 1962年 - 文科を国文科（学生数：女297 [注 5][30][31]）・英文科（学生数：女582[注 5][30][31]）に改組。児童教育科を増設（学生数：女70[注 5][30][31]）。
- 1963年 - 専攻科を置く。専攻は以下の通り。
  - 国文専攻[32]
  - 英文専攻[32]
  - 家政専攻[32]
- 1964年 - 専攻科児童教育専攻を設置[32]
- 1966年 - 教養科を増設。在籍者：女90[注 5][30][33]
- 1969年 - 全科を全学科に改称。専攻科に教養専攻を設置[32]。
- 1984年 - 英文学科を専攻分離する。
- 1989年 - 芸術学科を増設（在籍者：女55[注 5][30][34]）。
- 1991年 - 専攻科に芸術専攻を置く[32]。
- 2003年 - 特色ある大学教育支援プログラムに選定される。
- 2006年 - 児童教育学科を子ども学科に改組。
- 2009年 - 3月31日をもって専攻科児童教育専攻を正式に廃止する[32]。
- 2012年 - 国文学科・英文学科・家政学科・教養学科・芸術学科を、現代教養学科（日本専攻・国際専攻・人間社会専攻）に改組。
- 2019年 - 専攻科以外の学生募集を停止（2018年度募集をもって停止）[注 4]。
- 2022年
  - 3月23日 - 子ども学科（本科）2名、子ども学専攻（専攻科）42名が最後の卒業生として卒業。
  - 10月27日 - 同日付で文部科学省により廃止認可[1]。
  - 11月16日 - 青山学院講堂で閉学記念礼拝が行われる[35]。記念碑とメモリアルベンチの除幕式が行われる。同窓会からの寄付により作られたもので、趙慶姫（閉学時の副学長、のちコミュニティ人間科学部教授）によってデザインされたものである[3]。

## 基礎データ

### 所在地
- 東京都渋谷区渋谷4丁目4番25号

## 教育および研究

### 組織

#### 学科
- 現代教養学科
  - 日本専攻
  - 国際専攻
  - 人間社会専攻
- 子ども学科

#### 現代教養学科専攻科目の特徴
「日本専攻」「国際専攻」「人間社会専攻」があり、どの専攻も従来の学門分野にとらわれず、1人1人が関心のある科目を専攻の枠を飛び越えて履修が可能であった。一方、各専攻ごとに特徴ある授業を展開し、「読解トレーニング」「総合英語基礎」「人間社会研究」などがあった。

#### 2011年度までの学科
現代教養学科の前身は国文・英文・家政・教養・芸術の5学科である。
- 国文学科
- 英文学科
  - 英文学専攻
  - 英語学専攻
- 家政学科
- 子ども学科
- 教養学科
- 芸術学科

#### 専攻科
3つの認定専攻科があり、本科と専攻科、合わせて4年間の学習により、専攻科を修了した。3月に4年制大学と同等の学士の学位取得が可能となっていた。
- 現代教養専攻
- 多元文化専攻
- 子ども学専攻

#### 取得できた資格について
教職課程
- 中学校教諭二種免許状
  - 国語：現代教養学科日本専攻[注 6]
  - 英語：現代教養学科国際専攻[注 7]
  - 家庭：現代教養学科人間社会専攻[注 8]
  - 社会：現代教養学科人間社会専攻
  - 保健：旧・家政学科[36]
- 幼稚園教諭二種免許状：子ども学科[注 9]
- 当初は中学校教諭ほか高等学校教諭免許状の教職課程を併設。以下の教科目を設置していた[36]。
  - 国語・書道：旧・文科国文専攻[36]
  - 英語：旧・文科英文学科英専攻[36]
  - 家庭・保健：旧・家政科[36]

資格
- 保育士：子ども学科
- 司書
  - 現代教養学科
  - 子ども学科

#### 附属機関
- 図書館
- 総合文化研究所

### 教育
- 特色ある大学教育支援プログラム
  - 「英語教育プログラム」

### 奨学金・受験要項

#### 奨学金制度
- 日本学生支援機構奨学金は、第一種奨学金と第二種奨学金に分けられていた。
- 青山学院万代奨学金の中の万代奨学金があった。
- 青山学院女子短期大学国際交流奨学金があった。
- 青山学院独自の奨学金には、青山スカラーシップの中の青山さゆり会奨学金や青山学院維持協力会奨学金等が挙げられていた。
- 青山学院女子短期大学独自の奨学金には、特別奨学金と授業料免除の二種類があった。

## 学生生活

### 部活動・クラブ活動・サークル活動
クラブ活動には、体育系はフットサル部・バスケ部・ダンス部、文化系は茶道部・華道部などがあった。その他「聖歌隊」・「ハンドベル」・「ゴスペル」・主に学校行事での賛美奉仕を担う「グロリアス・クワイア」・春季と夏季の休暇ごとにボランティア活動を行っている「Blue Bird」など宗教活動センターグループ活動も盛んに行われていた。 また、四大のサークルや部活に参加することもできた。

### キリスト教行事
主なキリスト教行事
4月　始業礼拝
5月　チャペル・ウィーク
8月　東日本大震災被災地支援ボランティア
10月　青山祭　オータム・トリート
11月　創立記念礼拝
12月　クリスマス礼拝
3月　卒業礼拝
その他季節ごとに様々な行事があった。

### 学園祭
- 学園祭は「青山祭」と呼ばれ毎年、概ね10月末から11月初めに行われていた。

### プレイデイ
- 基本的に自由参加だが、学生と教員も参加した。
- バドミントンやソフトバレーボールが行われていた。

### スポーツ
バスケットボールが強く、過去には東京七短大大会・都短協でそれぞれ優勝の実績があった。

## 大学関係者と組織
出身者（50音順）
- 藍澤慶子 - 女優
- 青山さゆり - 女優、クイーンズファクトリー社長
- 秋山律子 - 歌人
- 有賀さやか - 女優
- 安藤希 - 女優、国文学科
- 伊倉愛美 - 女優、現代教養学科
- 池田あきこ - 絵本作家、株式会社わちふぃーるど代表取締役
- 依布サラサ - 歌手
- 袰川有希 - 元静岡第一テレビアナウンサー→フリーアナウンサー
- 宇津宮雅代 - 女優、中退
- 浦えりか - グラビアアイドル・女優・歌手・プロレスラー、児童教育学科
- 遠藤ふき子 - 元NHKアナウンサー、国文学科
- 大沢舞子 - タレント
- 大森美香 - 脚本家、芸術学科
- 奥田智子 - 九州朝日放送アナウンサー
- 金子絵里 - ファッションモデル・女優
- 川口敦子 - 女優、英文学科
- 京田尚子 - 声優・女優
- 銀粉蝶 - 女優、国文学科
- 上崎美恵子 - 児童文学作家、女子専門部中退
- 三枝こころ - ファッションモデル
- 桜川博子 - 女優
- Satoko - 元モデル
- SALLiA（畑田紗李） - 歌手
- 塩入清香（さや、saya） - 政治家、歌手、キャスター
- 品田美穂 - 声優
- 末吉暁子 - 作家
- 高村凛 - ファッションモデル、女優
- 田中真弓 - 声優、女優、国文学科
- 土井千春 - 株式会社シィーグレイス社長
- 中山真見 - 読者モデル、実業家、家政学科
- 仲嶺梨子 - タレント
- 西川文野 - 元文化放送アナウンサー→フリーアナウンサー、学習院大学へ編入
- 西村知江子 - 元ニッポン放送アナウンサー→フリーアナウンサー、英文学科
- 野川愛 - 元女優
- 花柳壽輔 - 日本舞踊家、花柳流宗家家元3世、国文学科
- 濱田典子 - 元フジテレビアナウンサー→フリーアナウンサー、英文学科
- 柊あおい - 漫画家
- 平尾美保 - DJ・ラジオパーソナリティ
- 瓶子和美 - 元CBCテレビアナウンサー→フリーアナウンサー
- 帆足由美 - フリーアナウンサー、DJ、国文学科
- 松井友里絵 - 元アイドル
- 松下恵 - 女優、教養学科
- 丸山奏子 - プロ雀士、子ども学科
- 水島裕子 - 女優・タレント、英文学科
- 室井理瑶子 - ファッションモデル、女優
- 森雅子 - 神話学者、中央大学兼任講師、英米文学科（旧・文科）
- 柳沼淳子 - フリーアナウンサー、国文学科
- 山口智子 - 女優、家政学科
- 山本潤 - フリーアナウンサー、家政学科
- やのあんな - モデル、歌手、livetune+（ボーカル）
- 横井弘海 - 元テレビ東京アナウンサー→フリーアナウンサー
- 渡辺直子 - 元フジテレビアナウンサー→歌手・タレント、英文科（のちの英文学科）
- 渡辺舞 - モデル、タレント、女優

## 入試
一般入学試験、大学入試センター試験などがあり、この2つに関しては、前期と後期の2回行われている。その他特別入学試験として、キリスト者特別入学試験、社会人入学試験などがある。推薦入学試験としては、指定校推薦試験、キリスト教学校教育同盟加盟校推薦試験の2種類がある。

## 施設

### キャンパス
- 交通アクセス：東京地下鉄銀座線・千代田線・半蔵門線表参道駅下車。

最寄駅は表参道及び渋谷駅であった。
〈渋谷駅〉
〈表参道駅〉 東京メトロ表参道駅B1出口から徒歩5分。B3出口から徒歩8分となっていた。
青山学院にある3つの門のうちの青山学院女子短期大学の門から敷地に入っていた。

### 学生食堂
学内の地下にあった。ただし、青山学院大学の食堂も利用可能であり、そちらの利用者も少なくなかった。
座席数はおよそ300席。カラフルな椅子が並べられており、特徴のあるテーブルが配置されていた。食堂にはその日のメニューの食品サンプルが並んでいた。食券制となっており、現金またはチャージされた学生証で買うことができた。
ごはんや麺などメニューが豊富であった。そのほかの女子大ならではのヘルシーなメニューやカロリー表示があった。これらは青学生にも人気があり訪れる人も少なくなかった。また、期間限定の100円朝食は学生の財布にも優しい価格となっていた。味が週ごとに替わるソフトクリームは青短生や四大生にも人気のメニューであった。
学生食堂の中にある購買会には、弁当や菓子、アメニティグッズが豊富にあった。そして、青山学院オリジナルのレポート用紙やノートなどの文房具も置いてあった。
食堂内の設備（自動販売機、充電器、電子レンジ、ポット、コピー機）があった。

### 講堂
青山学院女子短期大学のホールは「青山学院講堂」と呼ばれていた。短大だけでなく、青山学院大学や中等部・高等部の行事などで使われることも多かった。

### 寮
青山学院女子短期大学には「シオン寮」と呼ばれる学生寮が渋谷区猿楽町8-3にあった。
入寮費　100,000円　年間　640,000円となっていた。
場所　代官山　定員　118名(1室2名)となっていた。
主な施設　食堂、浴室、パソコン室、和室、図書館、ミニキッチン、作業室などがあった。
備品　パソコン、テレビ、ピアノ、オルガン、乾燥機、冷蔵庫、洗濯機などがあった。

## 対外関係

### 他大学との協定
- 海外の大学
  - ミシガン大学
  - ノートルダム大学
  - コーネルカレッジ
- 以下の短大と共に「東京七短大加盟校」の一つとなっていた。
  - 自由が丘産能短期大学
  - 淑徳短期大学
  - 戸板女子短期大学
  - 東横学園女子短期大学（2009年に閉校）
  - 目白大学短期大学部
  - 立教女学院短期大学（2020年に閉校）

### 系列校
- 青山学院中等部・高等部
- 青山学院大学

## 卒業後の進路について

### 就職について
全学科含めると、一般企業への就職者が最も多かった。文藝春秋・山形放送・大塚商会・伊勢丹・横浜銀行・全日本空輸・ホテルオークラ・ライオン・松下電工・積水ハウス・協同乳業・永谷園・日清製粉・日東製粉・日本ハム・明治乳業などの有名企業に就職している人が多数いた。なお、子ども学科学生の就職希望者には幼稚園への就職者が割合として最も多いものとなっていた。

### 編入学・進学実績
これまでの実績では、青山学院大学のほかに北海道教育大学・筑波大学・埼玉大学・信州大学・都留文科大学・聖徳大学・淑徳大学・神田外語大学・学習院大学・日本女子大学・東京女子大学・実践女子大学などがあった。